# Campionat del Món de Trial 2003
|  | Per al campionat del món en pista coberta d'aquell any, vegeu Campionat del Món de Trial indoor 2003 |

La temporada de 2003 del Campionat del Món de trial fou la 29a edició d'aquest campionat, organitzat per la FIM. El calendari oficial constava de 18 proves puntuables, celebrades entre el 5 d'abril i el 14 de setembre.
Dougie Lampkin va guanyar amb la Montesa el seu setè i últim títol mundial consecutiu a l'aire lliure, aquesta vegada de forma molt més ajustada. L'anglès va guanyar només quatre proves de les divuit puntuables, mentre que el subcampió, Takahisa Fujinami, en va guanyar sis i el nou company de Lampkin a Montesa, Marc Freixa, tercer classificat, tres. El quart classificat va ser Adam Raga, amb dues victòries durant la temporada i el cinquè, a un sol punt de Raga, Graham Jarvis, també amb dues victòries.
Amb els seus set títols a l'aire lliure i els cinc de trial indoor que ja tenia, Lampkin va establir una fita que no va ser igualada fins al 2012, quan Toni Bou va guanyar els seus respectius sisens títols mundials consecutius en ambdues modalitats. A més, Bou ha anat guanyant tots dos campionats anualment des del 2007, de manera que el català en portava ja 36 a data de 2024. Toni Bou, justament, va debutar al mundial aquell 2003, a setze anys, i hi acabà tretzè amb la Beta.
Marc Colomer, vuitè amb la Gas Gas, es va retirar de les competicions en acabar la temporada. En total, nou catalans es van classificar entre els tretze primers aquell any, entre ells Jeroni Fajardo, novè amb la Gas Gas en la seva segona temporada al mundial. Fajardo va seguir en actiu en primera línia fins a la temporada del 2023.

## Sistema de puntuació
Barem de puntuació a partir de 1984:
| Posició | 1  | 2  | 3  | 4  | 5  | 6  | 7 | 8 | 9 | 10 | 11 | 12 | 13 | 14 | 15 |
| Punts   | 20 | 17 | 15 | 13 | 11 | 10 | 9 | 8 | 7 | 6  | 5  | 4  | 3  | 2  | 1  |

## Calendari
| Ronda | Data           | Gran Premi | Lloc                | Guanyador         |
| ----- | -------------- | ---------- | ------------------- | ----------------- |
| 1     | 5 d'abril      | Irlanda    | Bangor              | Takahisa Fujinami |
| 2     | 6 d'abril      | Irlanda    | Bangor              | Dougie Lampkin    |
| 3     | 12 d'abril     | Luxemburg  | Warken              | Marc Freixa       |
| 4     | 13 d'abril     | Luxemburg  | Warken              | Marc Freixa       |
| 5     | 17 de maig     | Alemanya   | Kiefersfelden       | Takahisa Fujinami |
| 6     | 18 de maig     | Alemanya   | Kiefersfelden       | Graham Jarvis     |
| 7     | 31 de maig     | Japó       | Twin Ring Motegi    | Takahisa Fujinami |
| 8     | 1 de juny      | Japó       | Twin Ring Motegi    | Graham Jarvis     |
| 9     | 21 de juny     | Andorra    | Sant Julià de Lòria | Dougie Lampkin    |
| 10    | 22 de juny     | Andorra    | Sant Julià de Lòria | Marc Freixa       |
| 11    | 28 de juny     | Espanya    | Benasc              | Takahisa Fujinami |
| 12    | 29 de juny     | Espanya    | Benasc              | Albert Cabestany  |
| 13    | 12 de juliol   | Itàlia     | Sestriere           | Dougie Lampkin    |
| 14    | 13 de juliol   | Itàlia     | Sestriere           | Takahisa Fujinami |
| 15    | 19 de juliol   | França     | Bréal-sous-Montfort | Takahisa Fujinami |
| 16    | 20 de juliol   | França     | Bréal-sous-Montfort | Dougie Lampkin    |
| 17    | 13 de setembre | Europa     | La Cabrera          | Adam Raga         |
| 18    | 14 de setembre | Europa     | La Cabrera          | Adam Raga         |

## Classificació final
| Posició | Pilot               | Motocicleta | Punts |
| ------- | ------------------- | ----------- | ----- |
| 1       | Dougie Lampkin      | Montesa     | 308   |
| 2       | Takahisa Fujinami   | Honda       | 290   |
| 3       | Marc Freixa         | Montesa     | 255   |
| 4       | Adam Raga           | Gas Gas     | 204   |
| 5       | Graham Jarvis       | Sherco      | 203   |
| 6       | Kenichi Kuroyama    | Beta        | 166   |
| 7       | Albert Cabestany    | Beta        | 162   |
| 8       | Marc Colomer        | Gas Gas     | 107   |
| 9       | Jeroni Fajardo      | Gas Gas     | 93    |
| 10      | Josep Manzano       | Beta        | 86    |
| 11      | Jordi Pascuet       | Gas Gas     | 85    |
| 12      | Marcel Justribó     | Montesa     | 77    |
| 13      | Toni Bou            | Beta        | 61    |
|         |                     |             |       |
| 18      | José Manuel Alcaraz | Scorpa      | 20    |
|         |                     |             |       |
| 33      | Sergi León          | Montesa     | 3     |